# Rya Kihlstedt
Pour les articles homonymes, voir Kihlstedt.
Rya Kihlstedt est une actrice américaine née le 23 juillet 1970 à Lancaster en Pennsylvanie.

## Biographie
Rya Kihlstedt est née le 23 juillet 1970 à Lancaster, Pennsylvanie.

### Vie privée
Elle est mariée avec l'acteur canadien Gil Bellows depuis 1994. Ils ont deux enfants, Ava Emanuelle Bellows, née en 1999 et Giovanni Bellows, né en 2001.

## Filmographie

### Cinéma

#### Longs métrages
- 1993 : Arctic Blue de Peter Masterson : Anne Marie
- 1997 : Maman, je m'occupe des méchants ! (Home Alone 3) de Raja Gosnell : Alice Ribbons
- 1997 : Hudson River Blues de Nell Cox : Laura
- 1998 : Deep Impact de Mimi Leder : Chloe
- 1998 : Jaded de Caryn Krooth : Patricia Long
- 1999 : Frontline de Quinton Peeples : Catherine
- 1999 : Say You'll Be Mine de Brad Kane : Katherine
- 2009 : Women in Trouble de Sebastian Gutierrez : Rita
- 2013 : 3 Days in Havana de Gil Bellows et Tony Pantages : Rita
- 2015 : Le Projet Atticus (The Atticus Institute) de Chris Sparling : Judith Winstead
- 2015 : The Squeeze de Terry Jastrow : Beth
- 2016 : Un héritage mortel (Her Last Will) d'Anthony DiBlasi : Maggie
- 2018 : After Everything d'Hannah Marks et Joey Power : Rebecca
- 2019 : Rattlesnakes de Julius Amedume : Esther Jarret
- 2019 : The Untold Story de Shane Stanley : Roxy
- 2020 : The Nowhere Inn de Bill Benz : Holly
- 2021 : The Ultimate Playlist of Noise de Bennett Lasseter : Alyssa
- 2025 : Destination finale : Bloodlines (Final Destination: Bloodlines) de Zach Lipovsky et Adam B. Stein : Darlene Campbell

#### Courts métrages
- 2012 : Intelligence de Phil Kaufmann : Jaye Gardner
- 2015 : Sticks de Seth Christian : Deirdre
- 2016 : Judi de Nick Naveda : Judi
- 2017 : Weather Talk de Keene McRae : La mère
- 2018 : The Empty House d'Adam Lucas et Jeremy Waltman : Marie
- 2020 : How'dy! de Keene McRae : Eleanor Albrecht

### Télévision

#### Séries télévisées
- 1993 : Tribeca : Leah Woodward
- 1994 : SeaQuest, police des mers (SeaQuest DSV) : Jessie
- 1994 : Nord et Sud (Heaven & Hell : North and South Book III) : Willa
- 1995 : The Buccaneers : Lizzy Elmsworth
- 1996 : Demain à la une (Early Edition) : Marcia Roberts Hobson
- 1996 : Swift Justice : Diane Rivers
- 2010 : Covert Affairs : Helen Newman
- 2010 : Esprits criminels (Criminal Minds) : Patty Joyce
- 2011 : NCIS : Enquêtes spéciales (NCIS) : Linda Idleton
- 2011 : Suspect numéro 1 : New York (Prime Suspect) : Marie Keating
- 2011 : Dexter : Dr Michelle Ross
- 2012 - 2013 : Nashville : Marilyn Rhodes
- 2014 : Les Experts (CSI: Crime Scene Investigation) : Carolyn Logan
- 2014 : Drop Dead Diva : Ellie Chapin
- 2014 : Perception : Elena Douglas
- 2014 : Masters of Sex : Tatti Greathouse
- 2015 - 2016 : Heroes Reborn : Erica Kravid
- 2015 - 2016 : One Mississippi : Caroline
- 2016 : Harry Bosch (Bosch) : Catherine Cross
- 2016 : Once Upon a Time : Cleo Fox
- 2016 : Ray Donovan : Jeannie
- 2017 : Law and Order True Crime : Cindy Erdelyi
- 2017 : Marvel : Les Agents du SHIELD (Marvel's Agents of S.H.I.E.L.D.) : Basha
- 2018 - 2019 : Charmed : Julia Wagner
- 2018 - 2020 : De celles qui osent (The Bold Type) : Babs Brady
- 2019 : Jett : Helen
- 2019 : Yellowstone : Sam, la vétérinaire
- 2019 : Cardinal : Sharlene "Mama" Winston
- 2020 : Grey's Anatomy : Claire
- 2020 : A Teacher : Sandy Walker
- 2020 : Love in the Time of Corona : Sarah
- 2022 : Superman et Lois (Superman and Lois) : Ally Allston
- 2022 : Obi-Wan Kenobi : La Quatrième Sœur
- 2023 : Your Honor : Donetta
- 2024 : Orphan Black: Echoes : Dr Eleanor Miller
- 2024 : Tales of the Empire : Lyn Rakish / La Quatrième Sœur (voix)
- 2024 : S.W.A.T. : Dr Anna Nelson

#### Téléfilms
- 1995 : Alchemy de Suzanne Myers : Louisa
- 1996 : The Second Greatest Story Ever Told de Ralph Glenn Howard et Katharina Otto-Bernstein : Arleen
- 1998 : Le meilleur des Mondes (Brave New World) de Leslie Libman et Larry Williams : Lenina Crowne
- 2001 : La Sirène mutante (Mermaid Chronicles Part 1: She Creature) de Sebastian Gutierrez : La sirène
- 2019 : La nuit où ma fille a disparu... (Nowhere) de Thomas Michael : Ruth "Coach" Simmons

### Jeux vidéos
- 2019 : Call of Duty: Modern Warfare : Kate Laswell (voix)
- 2022 : Call of Duty: Modern Warfare II : Kate Laswell (voix)
- 2023 : Call of Duty: Modern Warfare III : Kate Laswell (voix)